# Alynda cinnamomeca
Alynda cinnamomeca är en fjärilsart som beskrevs av Clarke 1978. Alynda cinnamomeca ingår i släktet Alynda och familjen praktmalar, Oecophoridae. Inga underarter finns listade i Catalogue of Life.